# 나노푸티안
나노푸티안(NanoPutian)은 인간의 형태를 닮은 구조식을 가진 일련의 유기 분자이다. 제임스 투어의 연구 그룹은 어린 학생을 위한 화학 교육의 일환으로 2003년에 이 화합물을 설계하고 합성했다. 이 화합물은 몇 개의 탄소 원자를 통해 연결된 두 개의 벤젠 고리로 몸통을 이루고, 각각 끝에 알킬기를 가지고 있는 네 개의 아세틸렌 단위로 손과 다리를 나타내며, 머리는 1,3-다이옥솔레인 고리를 사용한다. 투어와 라이스 대학교의 그의 팀은 나노푸티안을 나노키즈 교육 봉사 프로그램에서 활용했다. 이 프로그램의 목표는 어린이들에게 과학을 효과적이고 즐거운 방식으로 교육하는 것이었다. 그들은 나노푸티안을 의인화된 애니메이션 캐릭터로 등장시킨 여러 비디오를 제작했다.
구조의 구축은 소노가시라 커플링 및 기타 합성 기술에 의존한다. 1,3-다이옥솔레인 그룹을 적절한 고리 구조로 대체함으로써 나노운동선수(NanoAthlete), 나노순례자(NanoPilgrim), 나노그린베레(NanoGreenBeret)와 같은 다양한 다른 유형의 푸티안이 합성되었다. 다리 끝에 싸이올(R-SH) 작용기를 배치하면 금 표면에 "설 수" 있다.
"나노푸티안"은 화학 화합물 측정에 일반적으로 사용되는 길이 단위인 나노미터와 조너선 스위프트의 소설 걸리버 여행기에 나오는 허구의 인간 종족인 릴리푸트인의 합성어이다.

## 배경

### 나노키즈 교육 봉사 프로그램
나노키드 분자나 그 알려진 파생물이 교실 밖에서 화학적 또는 실제적인 용도가 없음에도 불구하고, 제임스 투어는 나노키드를 어린이들에게 과학을 교육하는 데 사용할 수 있는 실물과 같은 캐릭터로 만들었다. 나노키즈 웹사이트에 설명된 봉사 프로그램의 목표는 다음과 같다.
- "학생의 화학, 물리, 생물학 및 재료 과학에 대한 분자 수준의 이해를 크게 높이는 것."
- "교사에게 나노스케일 과학 및 신흥 분자 기술을 가르칠 개념적 도구를 제공하는 것."
- "예술과 과학이 다양한 학습 스타일과 흥미를 가진 학생의 학습을 촉진하기 위해 결합될 수 있음을 보여주는 것."
- "이 분야의 연구에 대한 참여와 자금 지원을 장려하는 나노기술에 대한 정보에 입각한 관심을 유발하는 것."[3]

이러한 목표를 달성하기 위해 여러 비디오 클립, CD, 인터랙티브 컴퓨터 프로그램이 제작되었다. 투어와 그의 팀은 이 프로젝트에 250,000달러 이상을 투자했다. 이 노력을 위한 자금을 모으기 위해 투어는 그의 교수직에서 나온 무제한 자금과 라이스 대학교, 웰치 재단, 나노기술 회사인 자이벡스, 텍사스 A&M 대학교로부터의 소액 보조금을 사용했다. 또한 투어는 2002년에 미국 국립과학재단의 한 부서인 탐색 연구를 위한 소액 보조금 프로그램에서 100,000달러를 받았다.
비디오의 주요 캐릭터는 나노키드의 애니메이션 버전이다. 이들은 여러 비디오에 출연하여 주기율표, DNA, 공유 결합과 같은 다양한 과학적 개념을 설명한다.
라이스 대학교는 나노키즈 자료 사용의 효과에 대한 여러 연구를 수행했다. 이 연구는 교실에서 나노키즈 사용에 대해 주로 긍정적인 결과를 발견했다. 오하이오와 켄터키의 두 학교 지구에서 2004~2005년에 수행된 연구에 따르면 나노키즈를 사용하면 제시된 자료에 대한 이해도가 10~59% 증가하는 것으로 나타났다. 또한, 학생들의 82%가 나노키즈가 과학 학습을 더 흥미롭게 만들었다고 생각하는 것으로 나타났다.

## 나노키드 합성

### 나노키드의 상체
나노키드라는 이름이 붙은 첫 번째 나노푸티안을 만들기 위해, 1,4-다이브로모벤젠을 황산에서 아이오딘화했다. 이 생성물에 "팔" 또는 3,3-다이메틸뷰틴을 소노가시라 커플링을 통해 추가했다. 이 구조의 폼일화는 n-뷰틸리튬이라는 유기리튬 시약을 사용한 다음 N,N-다이메틸폼아마이드(DMF)로 퀜칭하여 알데하이드가 생성되었다. 이 구조에 1,2-에탄다이올을 추가하여 p-톨루엔설폰산을 촉매로 사용하여 알데하이드를 보호했다. 원래 샹토와 투어는 이 구조를 알카인과 커플링하려고 했으나, 원하는 생성물의 수율이 매우 낮았다. 이를 개선하기 위해 브로민화물을 리튬-할로젠 교환 및 1,2-다이아이오도에테인으로 퀜칭하여 아이오딘화물로 대체했다. 이로써 나노키드 상체의 최종 구조가 생성되었다.

### 나노키드의 하체
나노푸티안 하체의 합성은 나이트로아닐린을 출발 물질로 시작한다. 아세트산에 Br2를 첨가하면 벤젠 고리에 2당량의 브로민이 위치한다. NH2는 전자 공여성기이고 NO2는 전자 인출성기인데, 둘 다 NO2 치환체에 대해 메타 위치로 브롬화를 지향한다. NaNO2, H2SO4, EtOH을 첨가하면 NH2 치환체가 제거된다. THF/EtOH 용매에서 환원제인 루이스 산 SnCl2는 NO2를 NH2로 대체하며, 이는 NaNO2, H2SO4, KI를 첨가하면 아이오딘으로 대체되어 3,5-다이브로모아이오도벤젠을 생성한다. 이 단계에서 산드마이어 반응은 1차 아미노기(NH2)를 다이아조늄 이탈기(N2)로 전환시키며, 이는 아이오딘으로 대체된다. 아이오딘은 복부 부착을 위한 훌륭한 커플링 파트너 역할을 하며, 트라이메틸실릴아세틸렌과의 소노가시라 커플링을 통해 3,5-다이브로모(트라이메틸실릴에타이닐)벤젠을 생성한다. 다리 부착은 또 다른 소노가시라 커플링을 통해 Br 치환체를 1-펜틴으로 대체하여 3,5-(1'-펜티닐)-1-(트라이메틸실릴에타이닐)벤젠을 생성한다. 하체 합성을 완료하기 위해 K2CO3, MeOH, CH2Cl2를 첨가하여 선택적 탈보호화를 통해 TMS 보호기를 제거하여 3,5-(1'-펜티닐)-1-에타이닐벤젠을 얻는다.

### 부착
나노키드의 상체와 하체를 결합하기 위해, 두 구성 요소를 비스(트라이페닐포스핀)팔라듐(II) 다이클로라이드, 아이오딘화 구리(I), TEA, 그리고 THF 용액에 추가했다. 그 결과 나노키드의 최종 구조가 형성되었다.

## 나노키드의 파생물

### 나노전문가 합성
나노전문가(NanoProfessionals)는 머리 꼭대기에 다른 분자 구조를 가지고 있으며, 모자를 포함할 수도 있다. 대부분은 원하는 1,2- 또는 1,3-다이올과 아세탈 교환 반응을 통해 나노키드로부터 합성될 수 있으며, 이때 p-톨루엔설폰산을 촉매로 사용하고 마이크로파 조사를 통해 몇 분간 가열한다. 최종 생성물 세트는 눈에 띄게 다양한 나노푸티안 개체군으로 대표적으로 나노운동선수(NanoAthlete), 나노순례자(NanoPilgrim), 나노그린베레(NanoGreenBeret), 나노광대(NanoJester), 나노군주(NanoMonarch), 나노텍산(NanoTexan), 나노학자(NanoScholar), 나노제빵사(NanoBaker), 나노주방장(NanoChef)이 있다.
대부분의 형상은 가장 안정적인 형태에서 쉽게 알아볼 수 있다. 일부는 덜 알아볼 수 있는 형태를 안정적인 형태를 가지고 있으므로 이러한 것들은 종종 더 알아보기 쉽지만 덜 안정적인 방식으로 그려진다. 나노푸티안의 머리 장식의 시각적 묘사에는 많은 자유가 주어졌다. 일부 제품은 다이아스테레오머의 혼합물로 형성된다. 즉, "목"의 구성이 "모자" 부분과 비교되는 식이다.

### 직립형 나노키드의 합성

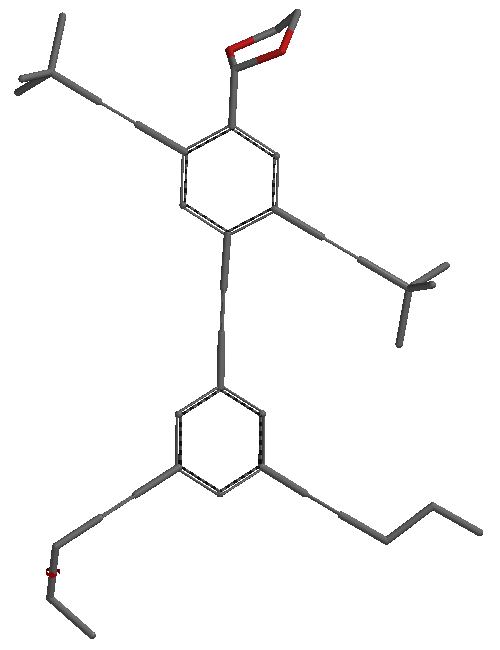
에너지 최소화 형태의 스틱 피규어 나노푸티안. 스파르탄을 사용하여 결정됨.

3-부틴-1-올은 메테인설포닐 클로라이드 및 트라이에탄올아민과 반응하여 메실레이트를 생성했다. 이 메실레이트는 치환되어 티오아세테이트를 형성했다. 티올은 3,5-다이브로모(트라이메틸실릴에타이닐)벤젠과 커플링되어 자유 알카인을 생성했다. 그 결과 생성된 3,5-(4'-티오아세틸-1'-뷰티닐)-1-(트라이메틸실릴에타이닐)-벤젠은 THF에서 테트라-n-뷰틸암모늄 플루오라이드(TBAF)와 AcOH/Ac2O를 사용하여 트라이메틸실릴 그룹이 제거되었다. 자유 알카인은 이전에 합성된 상체 생성물과 커플링되었다. 이로써 보호된 싸이올 발을 가진 나노키드가 생성되었다.
나노키드를 '세우기' 위해 아세틸 보호 그룹은 THF에서 암모늄 하이드록사이드를 사용하여 제거되어 자유 싸이올을 생성했다. 그런 다음 금도금된 기질을 용액에 담그고 4일 동안 배양했다. 타원계측법을 사용하여 화합물의 결과적인 두께를 결정했으며, 나노키드가 기질 위에 똑바로 서 있다는 것이 확인되었다.

### 나노푸티안 사슬의 합성
나노푸티안 사슬 상부의 합성은 1,3-다이브로모-2,4-다이아이오도벤젠을 출발 물질로 시작한다. 4-옥시트라이메틸실릴부트-1-아인과의 소노가시라 커플링은 2,5-비스(4-tert-뷰틸다이메틸실록시-1'-뷰티닐)-1,4-다이브로모벤젠을 생성한다. 브로민 치환체 중 하나는 강한 염기인 n-뷰틸리튬과 THF, 비양성자성 극성 용매인 DMF를 사용한 SN2 반응을 통해 알데하이드로 전환되어 2,5-비스(4-tert-뷰틸다이메틸실록시-1'-뷰티닐)-4-브로모벤즈알데하이드를 생성한다. 3,5-(1'-펜티닐)-1-에타이닐벤젠과의 또 다른 소노가시라 커플링은 나노푸티안의 하체를 부착한다. 알데하이드 그룹이 다이에테르 "머리"로 전환되는 과정은 두 단계로 이루어진다. 첫 번째 단계는 CH2Cl2 용매에 에틸렌 글라이콜과 트라이메틸실릴 클로라이드(TMSCl)를 첨가하는 것이다. THF 용매에 TBAF를 첨가하면 실릴 보호 그룹이 제거된다.

## 같이 보기
- 나노차
- 나노 기술
- 나노구조